# ハリウッド・ドリーム・ザ・ライド
ハリウッド・ドリーム・ザ・ライド（英語: Hollywood Dream - The Ride）は、ユニバーサル・スタジオ・ジャパンのハリウッド・エリアにあるにある屋外型ローラーコースターである。
2007年3月9日に開業し、スイスのボリガー＆マビラードによって設計・製造された大型コースターで、建設費は約50億円（当時のUSJで「アメイジング・アドベンチャー・オブ・スパイダーマン・ザ・ライド」に次ぐ巨額投資）にのぼった。最大高度約44メートル・最高時速約89キロメートルというスペックを持ち、約3分間にわたってパーク内外の景色を背景に疾走するスリルが特色である。車両座席のヘッドレストにはスピーカーが内蔵されており、世界で初めてライド乗車中にゲスト自身が音楽を選択できるオーディオシステムを搭載したことでも知られる。

## 概要
ハリウッド・ドリーム・ザ・ライドは、USJ開業以来初めて導入された本格的な屋外ジェットコースターであり、「空を飛ぶような浮遊感」をコンセプトに掲げた“新感覚コースター”である。コースターはハリウッド・エリア内からスタートし、ユニバーサル・スタジオ・ジャパンのエントランス付近やラグーン（池）の周囲まで敷設された全長約1,267メートルの軌道を走行する。最高地点は地上約44メートル、最大傾斜角59度のファーストドロップを擁し、最高速度は約89km/hに達するが、走行音や振動は極力抑えられており、滑らかで静かな乗り心地が特徴となっている。乗車定員36名（4名×9列）の大型車両を5編成備え、一度に約2,000人/時を処理できる高い輸送力を有する。
本アトラクションでは、各座席に搭載されたオーディオから好きな楽曲を選んで聴きながらコースターを楽しむことができる。BGMには開業当初から人気アーティストの曲が採用されており、例えばオープン時にはUSJのために書き下ろされたDREAMS COME TRUEの「大阪LOVER ～Special Edition for USJ～」を含む5曲が搭載されていた。この「大阪LOVER」USJ特別版では歌詞の一部にUSJに新しいライド（本アトラクション）ができたことを歌うフレーズが盛り込まれるなど、アトラクションに合わせた演出が施されていた。各車両のボディには数百個規模（約312個）のLEDライトが取り付けられており、夜間には多彩な発光パターンで流れ星のように輝きながら走行する。コース終盤のトンネルでは一瞬の閃光が走る演出があり、これは「パーティー会場に到着したセレブリティ（ゲスト）に群がるパパラッチのフラッシュライト」を表現している。

## ストーリー
本コースターには「ハリウッドのセレブが集うガーデンパーティー」というテーマ設定が存在する。ゲストはパーク内のハリウッド大通りに面したエントランスから待ち列へ案内され、この待機エリアが著名人たちが集まる庭園風パーティー会場という想定になっている。実際にキューライン（待機列）には庭石や提灯といった日本庭園風の調度も配され、洋楽のBGMが流れる中でゲストは階段を上って乗り場へ進む。案内係であるクルーは白を基調とした華やかなホスト衣装に身を包み、まるで招待客であるゲストをパーティーへ迎え入れるかのように演出している。ゲストはコースターに乗り込み、“未来の乗り物”でハリウッドの空を駆け抜けてパーティー会場へ向かうセレブリティとなる。そしてクライマックスのトンネルで待ち受ける眩いフラッシュの瞬間、パパラッチがパーティーに到着したセレブ（ゲスト）の姿を一斉に撮影している──という裏ストーリーが隠されている。

## 登場人物
レイヴェン（Leven）、マックス（Max）
声 - 松井菜桜子、高山忠大
本アトラクションに登場する案内役キャラクターである。待ち列や乗り場に設置されたモニターに2人が登場し、パーティーのホストとしてゲストに注意事項や演出の案内を行う。また、ライド出発時および終了時にはレイヴェンによる音声アナウンスが流れ、ゲストに呼びかけと感謝のメッセージを伝える。

## 製作
ユニバーサル・スタジオ・ジャパンは2006年7月、新ジェットコースターの導入計画を発表し、翌2007年に開業する見通しであることを明らかにした。当時のUSJにとって初の屋外スリルライドであることに加え、「ゲストが自ら選曲できるコースター」という世界初の試みを盛り込んだ斬新なコンセプトが注目され、建設には約50億円（5,000万ドル）もの巨額投資が充てられることとなった。設置場所はハリウッド・エリアのゲート付近からパーク中央のラグーン付近にかけての広範囲に及び、約8か月の工期を経て2007年3月9日にグランドオープンを迎えた。本コースターを製作したボリガー＆マビラード社は世界的に著名なコースターメーカーであり、2005年には『アミューズメント・トゥデイ』誌のゴールデンチケット賞を受賞するなど高い評価を得ている。同社製のコースターとして卓越した滑走性能と独創的なライド体験を実現した本アトラクションは、開業当初こそ一部から「映画テーマの統一感に欠ける」との指摘も受けたものの、実際に体験した来場者からは概ね絶賛され、USJの看板アトラクションの一つとして定着していった。
開業から2年後の2009年、ユニバーサル・スタジオ・フロリダにて本アトラクションに着想を得た姉妹的存在のローラーコースター「ハリウッド・リップ・ライド・ロックイット」が登場した。同機種はドイツのマウアーAG製で、コースレイアウトは大きく異なるものの、車両にオーディオ選曲システムを搭載し好きな音楽を聴きながら乗れる点で共通している。このように本アトラクションは新世代の音響搭載コースターの先駆けとなり、他パークへの波及や業界への影響も指摘されている。

## ストーリー・ライド / ストーリー・コースター
2020年1月21日より開催された『ユニバーサル・クールジャパン 2020』の一環として、「名探偵コナンのテーマ ～緋色のカーチェイス～」が搭載され、「ストーリー・コースター」の形式が導入された。これは、コースターの動きに合わせて、耳元から響くキャラクターのセリフや効果音が融合することで、没入感の高い全く新しいライド体験を提供するものである。
以降、ユニバーサル・スタジオ・ジャパンでは、『ユニバーサル・クールジャパン』や『ワンピース』など日本の人気作品とのコラボレーションに際し、それぞれの世界観を取り入れたオリジナルストーリーが搭載されてきた。
2025年1月31日から開催された『ユニバーサル・クールジャパン 2025』では、「名探偵コナンのテーマ 〜標的の絶叫車両（スリルコースター）〜」が搭載され、これ以降は「ストーリー・ライド」という名称が用いられるようになった。また、このタイミングで専用のロゴが制作され、アトラクションのエントランスにはコラボレーションキャラクターが描かれたフラッグが装飾されるようになった。

## バックドロップ
ハリウッド・ドリーム・ザ・ライド〜バックドロップ〜（英語: Hollywood Dream - The Ride: Backdrop）は、コースターの車両を後ろ向きにして走行する特別バージョンである。2013年3月15日より期間限定アトラクションとして導入され、当初は同年7月7日までの開催予定でスタートしたが、予想を上回る人気を博したため9月30日まで延長された。さらに9月下旬にはイベント終了後もレギュラーアトラクション（常設化）として継続することが発表され、2013年10月1日以降はUSJの通常営業ラインナップに組み込まれている。バックドロップ導入初日の一般公開直後には最大待ち時間が450分（約7時間半）に達し、その翌週には560分という当時国内遊園地史上最長の待ち時間記録も生み出した。急降下や旋回を後ろ向きで体験するという極限のスリルが話題となり、バックドロップはUSJ調査において史上最高クラスのゲスト満足度スコアを記録したとされる。
バックドロップの運行では、新たに製作された専用車両が使用されている。車体のカラーリングは通常版のパープルからレッド＆ゴールド（赤と金）に変更され、車両前面や背面の装飾デザインも一目で後ろ向き仕様と分かるよう差別化された。また、搭載LEDもバックドロップでは発光パターンが通常版と逆向きに流れるようプログラムされており、赤・オレンジ・白を基調とした煌びやかなライティングによって夕暮れ時のパークを駆け抜ける。基本的なコースレイアウト（軌道）や乗車定員などのスペックは前向き版と共通だが、通常は前向き列車を複数編成運行し、後ろ向き列車は1編成のみ運行する関係で、バックドロップの方が待ち時間は長くなる傾向がある。バックドロップ導入後は、この後ろ向き版と前向き版の2種類をゲストが選択できるようになった（※シングルライダーは前向き版のみ利用可）ため、本アトラクションのリプレイ性が高まりリピーター獲得にも寄与したと分析されている。

## 評価
ハリウッド・ドリーム・ザ・ライドは、開業直後からUSJの入場者数増加に大きく貢献したアトラクションである。実際、2007年3月のオープンから最初の1か月間でパーク来場者数が急増し、USJの業績見通しが上方修正されるほどの効果をもたらした。当年度の四半期純利益は前年同期比63.6%増という大幅な伸びを記録し、このコースターの成功がパーク復調の直接的な要因となったと報じられている。アトラクション単体の人気も非常に高く、開業から十数年を経た現在でもUSJで一二を争う人気ライドとの評価が定着している。2013年には後ろ向き版の投入で話題性が増し、年間を通じて『ハリドリ』目当てのリピーターがパーク動員を牽引したとの分析もある。
愛好者や業界メディアからの評価も上々で、海外のジェットコースター調査「ミッチ・ホーカー・スチールコースター・ポール」では、本アトラクションが開業年の2007年に世界ランキング69位に選出された。その後も順位は年によって変動し、2008年79位、2009年93位、2010年81位、2012年70位と推移している。。日本国内においても数少ないB&M製大型コースターとしてその存在感は群を抜いており、「総合的な完成度で国内トップクラス」との評価がしばしば言及されている。

## ドリームトラック
記載している期間はユニバーサル・スタジオ・ジャパンが発表した期間であり、実際には記載の期間の前後にも実施されている場合がある。
| 期間   | 期間                                                              | トラックNo.                                                | アーティスト                                               | 楽曲                                                       | 搭載車両                      | 搭載車両 | 備考 |
| 期間   | 期間                                                              | トラックNo.                                                | アーティスト                                               | 楽曲                                                       | フォワード                    | バックドロップ | 備考 |
| ------ | ----------------------------------------------------------------- | ---------------------------------------------------------- | ---------------------------------------------------------- | ---------------------------------------------------------- | ----------------------------- | --- | --- |
| 2007年 | 3月9日 - 7月30日                                                  | 1                                                          | Bon Jovi                                                   | Homebound Train                                            | 〇                            | | |
| 2007年 | 3月9日 - 2008年3月10日                                            | 2                                                          | Eminem                                                     | Lose Yourself                                              | 〇                            | | |
| 2007年 | 3月9日 - 2011年3月2日                                             | 3                                                          | The Beatles                                                | Get Back                                                   | 〇                            | | |
| 2007年 | 3月9日 - 2011年12月31日                                           | 4                                                          | DREAMS COME TRUE                                           | 大阪LOVER ～Special Edition for USJ～                      | 〇                            | ドリームトラックで選択しない限り聞くことができない特別バージョン。ファーストドロップに突入するタイミングでサビが流れるように編集されており、歌詞の一部が「万博公園の太陽の塔ひさびさ見たいなぁ！」から「ねぇUSJに新しいライド出来たんだって？」に変更されている。 | |
| 2007年 | 3月9日 - 2008年4月24日                                            | 5                                                          | コブクロ                                                   | 君という名の翼                                             | 〇                            | サビが流れるタイミングでファーストドロップに突入するように、曲の再生は2番から始まるように編集されている。 | |
| 2007年 | 8月1日 - 9月2日                                                   | 1                                                          | Avril Lavigne                                              | Girlfriend                                                 | 〇                            | | |
| 2008年 | 3月11日 - 3月31日                                                 | 2                                                          | SOUL'd OUT                                                 | COZMIC TRAVEL                                              | 〇                            | | |
| 2008年 | 4月25日 - 6月2日                                                  | 1                                                          | T.M.Revolution                                             | resonance                                                  | 〇                            | TVアニメ『ソウルイーター』オープニング・テーマ。 | |
| 2008年 | 4月25日 - 6月2日                                                  | 5                                                          | WaT                                                        | 時を越えて-Fantastic World-                                | 〇                            | | |
| 2008年 | 7月10日 - 8月31日                                                 | 5                                                          | 東方神起                                                   | Box in the ship                                            | 〇                            | | |
| 2008年 | 10月17･24･31日                                                    | 全てのドリームトラックに悲鳴や泣き声が収録されたバージョン | 全てのドリームトラックに悲鳴や泣き声が収録されたバージョン | 全てのドリームトラックに悲鳴や泣き声が収録されたバージョン | 〇                            | 『ハロウィーン･スペシャルナイト』の一環として搭載された。 | |
| 2009年 | 1月15日 - 3月1日                                                  | 2                                                          | 絢香                                                       | 君がいるから                                               | 〇                            | 『ユニバーサル・バレンタイン』の一環として搭載された。 | |
| 2009年 | 5月13日 - 8月31日                                                 | 5                                                          | VAMPS                                                      | LOVE ADDICT                                                | 〇                            | パークで開催された野外特設ステージライブを記念して搭載された。 | |
| 2009年 | 9月3日 - 11月3日                                                  | 1                                                          | Michael Jackson                                            | Thriller                                                   | 〇                            | 『ユニバーサル・マジカル・ハロウィーン』の一環として、また、2009年6月25日に逝去したマイケル・ジャクソンへの追悼の意を込めて搭載された。 | |
| 2009年 | 10月2・9・16・23・30日                                            | 全てのドリームトラックに悲鳴や泣き声が収録されたバージョン | 全てのドリームトラックに悲鳴や泣き声が収録されたバージョン | 全てのドリームトラックに悲鳴や泣き声が収録されたバージョン | 〇                            | 『ハロウィーン・スペシャルナイト』の一環として搭載された。 | |
| 2009年 | 11月5日 - 1月6日                                                  | 1                                                          | 山下達郎                                                   | クリスマス・イヴ                                           | 〇                            | 『ユニバーサル・ワンダー・クリスマス』の一環として搭載された。 | |
| 2010年 | 10月1・8・15・22・29日                                            | 全てのドリームトラックに悲鳴や泣き声が収録されたバージョン | 全てのドリームトラックに悲鳴や泣き声が収録されたバージョン | 全てのドリームトラックに悲鳴や泣き声が収録されたバージョン | 〇                            | 『ハロウィーン･スペシャルナイト』の一環として搭載された。 | |
| 2011年 | 3月3日 - 2013年1月10日                                            | 5                                                          | GReeeeN & ベッキー♪#                                       | GOOD LUCKY!!!!!                                            | 〇                            | ユニバーサル・スタジオ・ジャパン開園10周年記念イベント『世界最高のハッピーサプライズ‼︎』の一環として搭載された。 | |
| 2011年 | 3月3日 - 6月13日                                                  | 3                                                          | ベッキー♪#                                                 | ブルバ                                                     | 〇                            | | |
| 2011年 | 6月14日 - 2011年11月26日                                          | 3                                                          | ベッキー♪#                                                 | 風のしらべ                                                 | 〇                            | | |
| 2011年 | 11月27日 - 12月31日                                               | 3                                                          | 放課後ティータイム                                         | Singing!                                                   | 〇                            | 『けいおん！inユニバーサル・スタジオ・ジャパン』の一環として搭載された。 | |
| 2012年 | 2012年1月1日 - 5月18日                                            | 4                                                          | ベッキー♪#                                                 | 風のしらべ                                                 | 〇                            | | |
| 2012年 | 5月19日 - 2013年1月10日                                           | 4                                                          | L'Arc～en～Ciel                                            | CHASE                                                      | 〇                            | 「20th L'Anniversary WORLD TOUR 2012 THE FINAL」を記念して搭載された。 | |
| 2012年 | 9月14日 - 11月11日中の金、土、日、月曜日及び10月31日              | 全てのドリームトラックに悲鳴や泣き声が収録されたバージョン | 全てのドリームトラックに悲鳴や泣き声が収録されたバージョン | 全てのドリームトラックに悲鳴や泣き声が収録されたバージョン | 〇                            | 『ハロウィーン・ホラー・ナイト』の一環として搭載された。 | |
| 2013年 | 3月15日 - 2014年7月2日                                            | 1                                                          | SMAP                                                       | Battery                                                    | 〇                            | × | 『UNIVERSAL STUDIOS JAPAN × SMAP WORLD ENTERTAINMENT PROJECT』の一環として搭載された。 |
| 2013年 | 3月15日 - 2014年7月2日                                            | 1                                                          | SMAP                                                       | Battery (Jeff Miyahara Remix)                              | ×                             | 〇 | 『UNIVERSAL STUDIOS JAPAN × SMAP WORLD ENTERTAINMENT PROJECT』の一環として搭載された。 |
| 2013年 | 3月15日 - 2014年7月3日                                            | 2                                                          | Flo Rida                                                   | I Cry                                                      | 〇                            | 〇 | |
| 2013年 | 3月15日 - 2014年7月3日                                            | 3                                                          | Madonna                                                    | Celebration                                                | 〇                            | 〇 | |
| 2013年 | 3月15日 - 2014年7月3日                                            | 5                                                          | Jordyn Taylor                                              | Set Me Free                                                | 〇                            | 〇 | |
| 2013年 | 3月15日 - 4月25日                                                 | 4                                                          | Usher                                                      | Numb                                                       | 〇                            | 〇 | |
| 2013年 | 4月26日 - 2014年7月3日                                            | 4                                                          | One Direction                                              | Live While We're Young                                     | 〇                            | × | |
| 2013年 | 4月26日 - 2014年7月3日                                            | 4                                                          | Usher                                                      | Numb                                                       | ×                             | 〇 | |
| 2014年 | 7月3日 - 2016年3月17日                                            | 2                                                          | SMAP                                                       | Battery                                                    | 〇                            | × | 『UNIVERSAL STUDIOS JAPAN × SMAP WORLD ENTERTAINMENT PROJECT』の一環として搭載された。 |
| 2014年 | 7月3日 - 2016年3月17日                                            | 2                                                          | SMAP                                                       | Battery (Jeff Miyahara Remix)                              | ×                             | 〇 | 『UNIVERSAL STUDIOS JAPAN × SMAP WORLD ENTERTAINMENT PROJECT』の一環として搭載された。 |
| 2014年 | 7月4日 - 2016年4月10日                                            | 1                                                          | SMAP                                                       | Amazing Discovery                                          | 〇                            | 〇 | 『UNIVERSAL STUDIOS JAPAN × SMAP WORLD ENTERTAINMENT PROJECT』の一環として搭載された。 |
| 2014年 | 7月4日 - 2016年3月17日                                            | 3                                                          | One Direction                                              | Happily                                                    | 〇                            | 〇 | |
| 2014年 | 7月4日 - 2016年3月17日                                            | 4                                                          | Pitbull feat. Christina Aguilera                           | Feel This Moment                                           | 〇                            | 〇 | |
| 2014年 | 7月4日 - 2015年7月2日                                             | 5                                                          | Krewella                                                   | Live for the Night                                         | 〇                            | 〇 | |
| 2015年 | 7月3日 - 9月4日                                                   | 5                                                          | HERO                                                       | 『HERO』Special Track                                      | 〇                            | 〇 | 『HERO at ユニバーサル・スタジオ・ジャパン』の一環として搭載された。 |
| 2015年 | 9月5日 - 2016年3月17日                                            | 5                                                          | Krewella                                                   | Live for the Night                                         | 〇                            | 〇 | |
| 2016年 | 3月18日 - 4月10日                                                 | 2                                                          | SMAP                                                       | Amazing Discovery                                          | 〇                            | 〇 | 『UNIVERSAL STUDIOS JAPAN × SMAP WORLD ENTERTAINMENT PROJECT』の一環として搭載された。 |
| 2016年 | 3月18日 - 4月10日                                                 | 3                                                          | SMAP                                                       | Battery                                                    | 〇                            | × | 『UNIVERSAL STUDIOS JAPAN × SMAP WORLD ENTERTAINMENT PROJECT』の一環として搭載された。 |
| 2016年 | 3月18日 - 4月10日                                                 | 3                                                          | SMAP                                                       | Battery (Jeff Miyahara Remix)                              | ×                             | 〇 | 『UNIVERSAL STUDIOS JAPAN × SMAP WORLD ENTERTAINMENT PROJECT』の一環として搭載された。 |
| 2016年 | 3月18日 - 6月26日                                                 | 4                                                          | One Direction                                              | Happily                                                    | 〇                            | 〇 | 当初は2016年3月17日で終了し、翌日からカーリー・レイ・ジェプセン「I Really Like You」が搭載される予定だった。しかし、存続を望む声が多く寄せられたため、6月26日まで延長された。最終的に「I Really Like You」が搭載されることはなかった。            |
| 2016年 | 3月18日 - 2017年4月23日                                           | 1                                                          | The Royal Concept                                          | On Our Way                                                 | 〇                            | 〇 | 開園15周年記念イベント『RE-BOOOOOOOON!!（リ・ボーン!!）さぁ、やり過ぎよう、生き返ろう。』の一環として搭載された。 |
| 2016年 | 3月18日 - 2017年3月16日                                           | 5                                                          | Afrojack                                                   | The Spark                                                  | 〇                            | 〇 | |
| 2016年 | 3月18日 - 4月10日                                                 | 5                                                          | きゃりーぱみゅぱみゅ                                       | コスメティックコースター                                   | 〇                            | 〇 | 『ユニバーサル・クール・ジャパン2016』の一環として搭載された。 |
| 2016年 | 4月11日 - 6月26日                                                 | 2                                                          | きゃりーぱみゅぱみゅ                                       | コスメティックコースター                                   | 〇                            | 〇 | 『ユニバーサル・クール・ジャパン2016』の一環として搭載された。 |
| 2016年 | 4月11日 - 6月26日                                                 | 3                                                          | ［Alexandros］                                             | ワタリドリ                                                 | 〇                            | 〇 | |
| 2016年 | 6月27日 - 11月7日                                                 | 4                                                          | ［Alexandros］                                             | ワタリドリ                                                 | 〇                            | 〇 | |
| 2016年 | 6月27日 - 2017年3月4日                                            | 2                                                          | 15周年大使 松岡修造                                        | 僕は本気だ。君も本気だ。レッツ・リ・ボーン！               | 〇                            | 〇 | ザ・ロイヤル・コンセプトの「On Our Way」（ドリームトラック1）が流れると同時に、15周年大使を務める松岡修造のメッセージが流れる仕様となっていた。当初は夏イベント終了の2016年9月4日までの搭載予定だったが、好評につき2017年3月4日まで延長された。   |
| 2016年 | 6月27日 - 2016年9月4日                                            | 3                                                          | AKB48                                                      | 真夏のSounds good!                                         | 〇                            | 〇 | 『AKB48 USJ15周年記念 やりすぎサマーライブ!!＆ステージ!!』の一環として搭載された。 |
| 2016年 | 9月5日 - 2017年1月12日                                            | 3                                                          | FTISLAND                                                   | JUST DO IT                                                 | 〇                            | 〇 | |
| 2016年 | 11月8日 - 3月16日                                                 | 4                                                          | ［Alexandros］                                             | ムーンソング                                               | 〇                            | 〇 | サビが流れるタイミングでファーストドロップに突入するように、曲の再生は2番から始まるように編集されている。 |
| 2017年 | 1月13日 - 6月25日                                                 | 3                                                          | 大野克夫                                                   | 名探偵コナン メイン・テーマ（純黒 ver.）                   | 〇                            | 〇 | 『ユニバーサル・クール・ジャパン2017』の一環として搭載された。 |
| 2017年 | 3月5日 - 4月9日                                                   | 2                                                          | Linked Horizon                                             | 紅蓮の弓矢（進撃の巨人・ザ・リアル ver.）                  | 〇                            | 〇 | 『ユニバーサル・クール・ジャパン2017』の一環として搭載された。楽曲と共に、調査兵団の兵長リヴァイ（CV: 神谷浩史）のメッセージが流れる仕様となっていた。                                                                                            |
| 2017年 | 3月17日 - 4月9日                                                  | 4                                                          | 伊福部昭                                                   | 宇宙大戦争/ヤシオリ作戦（映画『シン・ゴジラ』より）        | 〇                            | 〇 | 『ユニバーサル・クール・ジャパン2017』の一環として搭載された。 |
| 2017年 | 3月17日 - 6月25日                                                 | 5                                                          | ［Alexandros］                                             | ムーンソング                                               | 〇                            | 〇 | サビが流れるタイミングでファーストドロップに突入するように、曲の再生は2番から始まるように編集されている。 |
| 2017年 | 4月10日 - 6月25日                                                 | 2                                                          | Linked Horizon                                             | 心臓を捧げよ！（進撃の巨人・ザ・リアル ver.）              | 〇                            | 〇 | 『ユニバーサル・クール・ジャパン2017』の一環として、また、テレビアニメ『進撃の巨人 Season 2』の放送開始を記念して搭載された。楽曲と共に、調査兵団の兵長リヴァイ（CV: 神谷浩史）のメッセージが流れる仕様となっていた。                             |
| 2017年 | 4月10日 - 4月23日                                                 | 4                                                          | Afrojack                                                   | The Spark                                                  | 〇                            | 〇 | |
| 2017年 | 4月24日 - 6月24日                                                 | 1                                                          | Justin Randall Timberlake                                  | Can’t Stop The Feeling!（R&B THE VOICE ver.）              | 〇                            | 〇 | |
| 2017年 | 6月25日 - 2017年11月9日                                           | 1                                                          | DREAMS COME TRUE                                           | 大阪LOVER ～Special Edition for USJ～                      | 〇                            | 〇 | 『UNIVERSAL STUDIOS JAPAN × DREAMS COME TRUE DREAM PROJECT』の一環として復活搭載された。 |
| 2017年 | 6月26日 - 9月3日                                                  | 2                                                          | ［Alexandros］                                             | ワタリドリ                                                 | 〇                            | 〇 | |
| 2017年 | 6月26日 - 2018年1月11日                                           | 3                                                          | One Direction                                              | Live While We're Young                                     | 〇                            | 〇 | |
| 2017年 | 6月26日 - 2018年1月11日                                           | 4                                                          | Justin Randall Timberlake                                  | Can’t Stop The Feeling!（R&B THE VOICE ver.）              | 〇                            | 〇 | |
| 2017年 | 6月26日 - 2018年1月11日                                           | 5                                                          | Pitbull feat. Christina Aguilera                           | Feel This Moment                                           | 〇                            | 〇 | |
| 2017年 | 9月4日 - 2018年1月11日                                            | 2                                                          | DREAMS COME TRUE                                           | JET!!! ～album version～                                   | 〇                            | 〇 | 『UNIVERSAL STUDIOS JAPAN × DREAMS COME TRUE DREAM PROJECT』の一環として実施されたTwitter投票で、最も多くの票を集めた楽曲として搭載された。他には「KNOCKKNOCK!」「愛がたどりつく場所」「CARNAVAL ～すべての戦う人たちへ～」が候補に挙がっていた。 |
| 2017年 | 11月10日 - 2018年11月6日                                          | 1                                                          | DREAMS COME TRUE                                           | 大阪LOVER ～special edition for USJ～                      | 〇                            | 〇 | |
| 2018年 | 1月12日 - 6月27日                                                 | 2                                                          | DREAMS COME TRUE                                           | あなたと同じ空の下 ～SINGLE VERSION～                      | 〇                            | 〇 | 『UNIVERSAL STUDIOS JAPAN × DREAMS COME TRUE DREAM PROJECT』の一環として搭載された。 |
| 2018年 | 1月12日 - 2020年8月7日                                            | 3                                                          | Taylor Swift                                               | Shake It Off                                               | 〇                            | 〇 | |
| 2018年 | 1月12日 - 3月11日                                                 | 4                                                          | Pharrell Williams                                          | Happy                                                      | 〇                            | 〇 | 『怪盗グルーのミニオン危機一発』主題歌 |
| 2018年 | 1月12日 - 2020年9月17日                                           | 5                                                          | Michael Jackson                                            | Bad                                                        | 〇                            | 〇 | 『怪盗グルーのミニオン大脱走』挿入歌 |
| 2018年 | 11月7日 - 2019年1月6日                                            | ?                                                          | 関ジャニ∞                                                  | All you need is laugh                                      | 〇                            | 〇 | 関ジャニ∞が『ユニバーサル・ワンダー・クリスマス』のクリスマス・アンバサダーに就任したことを記念して搭載された。大阪を舞台にした楽曲で、歌詞にはユニバーサル・スタジオ・ジャパンの名も登場する。                                                   |
| 2019年 | ? -                                                               | 1                                                          | DREAMS COME TRUE                                           | 大阪LOVER ～special edition for USJ～                      | 〇                            | 〇 | |
| 2019年 | 6月28日 - 9月1日                                                  | 2                                                          | BTS                                                        | Lights                                                     | 〇                            | 〇 | BTSの日本10thシングル「Lights／Boy With Luv」のリリースを記念して搭載された。 |
| 2019年 | 9月2日 - 11月4日                                                  | 2                                                          | 三代目 J SOUL BROTHERS from EXILE TRIBE                    | Rat-tat-tat                                                | 〇                            | 〇 | EXILE NAOTOと山下健二郎が『ハロウィーン・ホラー・ナイト』の『ゾンビ・デ・ダンス』アンバサダーに就任したことを記念して搭載された。 |
| 2019年 | 11月14日 - 2020年1月6日                                           | 2                                                          | 関ジャニ∞                                                  | Faaaaall In Love                                           | 〇                            | 〇 | 「ジェットコースターのような煌びやかで大人な恋愛」をテーマに制作された楽曲。前年に続き、関ジャニ∞が『ユニバーサル・クリスタル・クリスマス』のクリスマス・アンバサダーに就任したことを記念して搭載された。                                         |
| 2020年 | 1月21日 - 7月5日                                                  | 2                                                          | 名探偵コナンのテーマ                                       | ～緋色のカーチェイス～                                     | 〇                            | × | 『ユニバーサル・クールジャパン2020』の一環として搭載された。 |
| 2020年 | 2月22日 - 7月5日                                                  | 2                                                          | ルパン三世のテーマ                                         | ～USJスペシャルバージョン～                                | ×                             | 〇 | 『ユニバーサル・クールジャパン2020』の一環として搭載された。 |
| 2020年 | 7月6日 - 2021年1月31日                                            | 2                                                          | LiSA                                                       | 紅蓮華                                                     | 〇                            | 〇 | 当初は9月28日までの搭載予定だったが、LiSAのアルバム『LEO-NiNE』の発売を記念し、9月12日に延長が発表された。 |
| 2020年 | 8月8日 - 11月29日                                                 | 3                                                          | EXILE ATSUSHI×倖田來未                                     | オーサカトーキョー                                         | 〇                            | 〇 | この楽曲には、「こんな時だからこそ、“世の中を明るくしたい”」という二人の想いが込められており、そのメッセージにユニバーサル・スタジオ・ジャパンも共感したことで、アトラクションとのコラボレーションが実現した。                                    |
| 2020年 | 9月18日 - 11月8日                                                 | 5                                                          | 三代目 J SOUL BROTHERS                                     | Rat-tat-tat                                                | 〇                            | 〇 | 『ハロウィーン・イベント 2020』の一環として搭載された。サポーターを務めるNAOTOと山下健二郎のメッセージが、通常バージョンと『バックドロップ』バージョンでそれぞれ流れる仕様となっていた。                                                          |
| 2021年 | 3月12日 - 4月12日                                                 | 2                                                          | 名探偵コナンのテーマ                                       | ～緋色のカーチェイス～                                     | 〇                            | × | 『名探偵コナン・ワールド』の一環として搭載された。 |
| 2021年 | 4月13日-                                                          | 2                                                          | NiziU                                                      | FESTA                                                      | 〇                            | 〇 | NiziUが「NO LIMIT! タイム」のために提供したオリジナル・コラボレーション曲。ユニバーサル・スタジオ・ジャパン20周年“NO LIMIT!”の一環として搭載された。                                                                                              |
| 2021年 | 9月8日 - 9月16日                                                  | 3                                                          | 三代目 J SOUL BROTHERS                                     | Rat-tat-tat                                                | 〇                            | 〇 | 『NO LIMIT! ハロウィーン』の一環として搭載された。 |
| 2021年 | 9月17日 - 11月7日                                                 | 3                                                          | 鬼滅の刃                                                   | ～心が燃える絶叫編～                                       | 〇                            | × | 『鬼滅の刃』とのコラボレーションの一環として搭載された。 |
| 2021年 | 11月8日 - 2022年2月13日                                           | 3                                                          | 鬼滅の刃                                                   | ～みんなで全集中編～                                       | 〇                            | × | 『鬼滅の刃』とのコラボレーションの一環として搭載された。 |
| 2022年 | 3月4日 - 8月28日                                                  | 2                                                          | 名探偵コナンのテーマ                                       | ～初任務を成しとげろ～                                     | 〇                            | × | 『ユニバーサル・クールジャパン2022』『名探偵コナン・ワールド』の一環として搭載された。 |
| 2022年 | 7月1日 - 10月2日                                                  | 3                                                          | ワンピースのテーマ                                         | ～出航！ ミニメリー2号～                                   | 〇                            | × | 『ワンピース・プレミア・サマー 2022』の一環として搭載された。 |
| 2022年 | 7月1日 -                                                          | 3                                                          | Diana Ross, Tame Impala                                    | Turn Up The Sunshine                                       | ×                             | 〇 | 『ミニオンズ フィーバー』の挿入歌。 |
| 2022年 | 9月16日 - 2023年11月5日                                           | 4                                                          | Eve                                                        | 廻廻奇譚                                                   | 〇（9月16日 - 2023年1月18日） | 〇 | 『呪術廻戦』とのコラボレーションの一環として搭載された。 |
| 2023年 | 2月1日 - 4月6日                                                   | 3                                                          | YOASOBI                                                    | アドベンチャー                                             | 〇                            | × | 学生応援キャンペーン『ユニ春』の一環として搭載された。『バックドロップ』では体験不可。 |
| 2023年 | 7月5日 - 10月10日                                                 | 3                                                          | ワンピースのテーマ                                         | ～海軍からの逃亡！ 炸裂、炎の拳！～                        | 〇                            | × | 『ワンピース・プレミア・サマー 2023』の一環で搭載された。『バックドロップ』では体験不可。 |
| 2023年 | 7月1日 - 11月5日                                                  | 4                                                          | 呪術廻戦のテーマ                                           | ～呪術師たちの休日～                                       |                               | | 『呪術廻戦』とのコラボレーションの一環として搭載された。 |
| 2023年 | 9月6日 - 11月5日                                                  | 2                                                          | Ado                                                        | 唱                                                         | 〇                            | 〇 | 『ハロウィーン・ホラー・ナイト2023』の一環として搭載された。 |
| 2023年 | 9月6日 - 11月5日                                                  | 5                                                          | KUROMI                                                     | Greedy Greedy                                              | 〇                            | 〇 | 『ハハハ！ ハロウィーン・パーティ』及び「世界クロミ化計画」の一環として搭載された。 |
| 2024年 | 2月1日 - 4月7日                                                   | 3                                                          | 鬼滅の刃                                                   | ～心が燃える絶叫編～                                       | 〇                            | × | 『鬼滅の刃』とのコラボレーションの一環として搭載された。 |
| 2024年 | 2月1日 - 2月27日（フォワード） 3月20日 - 4月7日（バックドロップ） | 5                                                          | NiziU                                                      | Memories                                                   | 〇                            | 〇 | 学生限定キャンペーン『ユニ春』の一環として搭載された。 |
| 2024年 | 3月1日 - 6月30日                                                  | 4                                                          | 名探偵コナン                                               | 波乱の輸送機（プライベートジェット）                       | 〇                            | × | 『ユニバーサル・クールジャパン2024』『名探偵コナン・ワールド』の一環として搭載された。 |
| 2024年 | 4月25日 - 6月9日                                                  | 3                                                          | 鬼滅の刃                                                   | ～みんなで全集中編～                                       | 〇                            | × | 『鬼滅の刃』とのコラボレーションの一環として搭載された。 |
| 2024年 | 5月7日 - 6月30日                                                  | 2                                                          | GRe4N BOYZ                                                 | weeeek                                                     | 〇                            | 〇 | 期間限定プログラム「絶叫調！～人生には思いっきり叫ぶ日が必要だ。～」の一環として搭載された。 |
| 2024年 | 5月7日 - 6月30日                                                  | 5                                                          | The Royal Concept                                          | On Our Way                                                 | 〇                            | 〇 | 期間限定プログラム「絶叫調！～人生には思いっきり叫ぶ日が必要だ。～」の一環として搭載された。15周年のテーマソングとして、2017年以来の復活搭載となった。                                                                                            |
| 2024年 | 7月3日 - 9月5日                                                   | 5                                                          | SEVENTEEN                                                  | VERY NICE                                                  | 〇                            | 〇 | 『NO LIMIT! サマーダンスナイト with HYBE JAPAN』の開催を記念して搭載された。 |
| 2024年 | 7月3日 - 10月7日                                                  | 2                                                          | ワンピース・ストーリーコースター                           | ～海王類襲来！高鳴れギア5～                                | 〇                            | × | 『ワンピース・プレミア・サマー 2024』の一環として搭載された。 |
| 2024年 | 7月19日 - 10月7日                                                 | 3                                                          | 鬼滅の刃 柱稽古編                                          | ～重力訓練～                                               | 〇                            | × | 『鬼滅の刃』とのコラボレーションの一環として搭載された。 |
| 2024年 | 9月6日 - 11月4日                                                  | 3                                                          | 米津玄師                                                   | ～KICK BACK～                                              | ×                             | 〇 | 『ハロウィン・ホラー・ナイト2024』『チェンソーマン』とのコラボレーションの一環として搭載された。 |
| 2024年 | 9月6日 - 11月4日                                                  | 4                                                          | 米津玄師                                                   | ～KICK BACK：日本刀VSチェンソー ver.～                     | 〇                            | × | 『ハロウィン・ホラー・ナイト2024』『チェンソーマン』とのコラボレーションの一環として搭載された。 |
| 2024年 | 9月6日 - 11月4日                                                  | 5                                                          | Ado                                                        | 唱                                                         | 〇                            | 〇 | 『ハロウィン・ホラー・ナイト2024』の一環として搭載された。 |
| 2024年 | 11月5日 - 2025年1月5日                                            | 4                                                          | KOMOREBI                                                   | BUCHI AGAIN (Christmas Mix)                                | 〇                            | 〇 | 『NO LIMIT! クリスマス2024』の一環として搭載された。 |
| 2024年 | 11月5日 - 2025年1月5日                                            | 5                                                          | DREAMS COME TRUE                                           | あなたと同(おんな)じ空の下 - SINGLE VERSION -              | ×                             | 〇 | DREAMS COME TRUEのデビュー35周年を記念して搭載された。 |
| 2025年 | 1月31日 - 6月30日                                                 | 5                                                          | 名探偵コナンのテーマ                                       | ～標的の絶叫車両（スリルコースター）～                     | 〇                            | × | 『ユニバーサル・クールジャパン2025』『名探偵コナン・ワールド』の一環として搭載された。 |
| 2025年 | 7月1日 - 7月11日                                                  | 2                                                          | BTS                                                        | DOPE                                                       | 〇                            | × | 『HYBE MUSIC GROUP×ハリウッド・ドリーム・ザ・ライド』の一環として搭載された。 |
| 2025年 | 7月1日 - 7月13日                                                  | 2                                                          | BOYNEXTDOOR                                                | 今日だけ I LOVE YOU（Japanese Ver.）                       | ×                             | 〇 | 『HYBE MUSIC GROUP×ハリウッド・ドリーム・ザ・ライド』の一環として搭載された。 |
| 2025年 | 7月1日 - 2026年1月4日                                             | 3                                                          | SPY×FAMILY ストーリー・ライド                              | ～わくわく！ 課外授業でトロッコ体験～                      | 〇                            | × | 『ユニバーサル・クールジャパン2025』の一環として搭載された。 |
| 2025年 | 7月1日 - 10月6日                                                  | 4                                                          | ワンピース × ストーリー・ライド                            | ～負けられない勝負！ 意地の三船長～                        | 〇                            | × | 『ユニバーサル・クールジャパン2025』の一環として搭載された。 |
| 2025年 | 7月12日 - 7月21日                                                 | 2                                                          | LE SSERAFIM                                                | CRAZY                                                      | 〇                            | × | 『HYBE MUSIC GROUP×ハリウッド・ドリーム・ザ・ライド』の一環として搭載された。 |
| 2025年 | 7月14日 - 7月27日                                                 | 2                                                          | &TEAM                                                      | Go in Blind（月狼）                                        | ×                             | 〇 | 『HYBE MUSIC GROUP×ハリウッド・ドリーム・ザ・ライド』の一環として搭載された。 |
| 2025年 | 7月22日 - 7月31日                                                 | 2                                                          | TOMORROW X TOGETHER                                        | Happily Ever After                                         | 〇                            | × | 『HYBE MUSIC GROUP×ハリウッド・ドリーム・ザ・ライド』の一環として搭載された。 |
| 2025年 | 7月28日 - 8月8日                                                  | 2                                                          | TWS                                                        | hey! hey!                                                  | ×                             | 〇 | 『HYBE MUSIC GROUP×ハリウッド・ドリーム・ザ・ライド』の一環として搭載された。 |
| 2025年 | 8月1日 - 8月10日                                                  | 2                                                          | ILLIT                                                      | I’ll Like You                                              | 〇                            | × | 『HYBE MUSIC GROUP×ハリウッド・ドリーム・ザ・ライド』の一環として搭載された。 |
| 2025年 | 8月9日 - 8月20日                                                  | 2                                                          | ENHYPEN                                                    | Brought The Heat Back                                      | ×                             | 〇 | 『HYBE MUSIC GROUP×ハリウッド・ドリーム・ザ・ライド』の一環として搭載された。 |
| 2025年 | 8月11日 - 8月20日                                                 | 2                                                          | SEVENTEEN                                                  | Super                                                      | 〇                            | × | 『HYBE MUSIC GROUP×ハリウッド・ドリーム・ザ・ライド』の一環として搭載された。 |
| 2025年 | 9月5日 - 11月3日                                                  | -                                                          | チェンソーマン                                             | ～KICK BACK：日本刀VSチェンソー ver.～                     | 〇                            | × | 『ハロウィーン・ホラー・ナイト2025』『チェンソーマン』との復刻コラボレーションの一環として搭載予定。 |
| 2025年 | 9月5日 - 11月3日                                                  | -                                                          | チェンソーマン                                             | ～KICK BACK～                                              | ×                             | 〇 | 『ハロウィーン・ホラー・ナイト2025』『チェンソーマン』との復刻コラボレーションの一環として搭載予定。 |
| 2025年 | 9月5日 - 11月3日                                                  | -                                                          | King Gnu                                                   | SO BAD                                                     | 〇                            | 〇 | 『ハロウィーン・ホラー・ナイト2025』の一環として搭載予定。 |